# Нярмейське газове родовище
Нярмейське газове родовище – гігантське офшорне родовище, виявлене у Карському морі поблизу узбережжя півострова Ямал.
Родовище відкрили у 2018 році унаслідок спорудження самопідіймальною буровою установкою «Арктическая» свердловини Нярмейская-1, яка була закладена в районі з глибиною моря 24 метри та досягнула глибини у 2150 метрів. Під час буріння було проведено випробовування пластів на глибинах 1140 – 1960 метрів. При цьому встановлена промислова газоносність пласта ПК1-3 у верхній частині маресалинської свити, що відноситься до сеноманського ярусу (верхня крейда).
Первісно запаси родовища за російськими категоріями С1 + С2 оцінили у 121 млрд м3.
Ліцензією на родовище володіє «Газпром».